# Robert Taylor (animador)
Robert Taylor (Boston, 1944-Woodland Hills, 11 de diciembre de 2014) fue un animador, guionista, productor y director de cine estadounidense ganador de un premio Primetime Emmy.

## Carrera
Los créditos de Taylor incluyen películas y series de televisión como Las nueve vidas del gato Fritz, Los pequeños Picapiedra, It's Flashbeagle Charlie Brown, El desafío de los GoBots, El desafío de los Superamigos, Bonkers, Goof Troop, Aladino y el rey de los ladrones, TaleSpin y La canción de Heidi.
Falleció en Woodland Hills, California el 11 de diciembre de 2014, por complicaciones derivadas de una EPOC.